# Olympische Sommerspiele 2024/Teilnehmer (Fidschi)
| Gelbes Symbol für Goldmedaillen mit stilisierten Olympischen Ringen | Graues Symbol für Silbermedaillen mit stilisierten Olympischen Ringen | Braundes Symbol für Bronzemedaillen mit stilisierten Olympischen Ringen |
| ------------------------------------------------------------------- | --------------------------------------------------------------------- | ----------------------------------------------------------------------- |
| —                                                                   | 1                                                                     | —                                                                       |

Fidschi nahm an den Olympischen Spielen 2024 vom 26. Juli bis zum 11. August 2024 in Paris mit 36 Athleten teil. Es war die insgesamt 16. Teilnahme an Olympischen Sommerspielen.

## Medaillen

### Medaillenspiegel
| Rang   | Sportart  | Gold | Silber | Bronze | Gesamt |
| ------ | --------- | ---- | ------ | ------ | ------ |
| 1      | 7er-Rugby | –    | 1      | –      | 1      |
| Gesamt | Gesamt    | 0    | 1      | 0      | 1      |

### Medaillengewinner
| Name/n | Sportart  | Wettkampf     |
| --- | --------- | ------------- |
| Silber |           |               |
| Ponipate Loganimasi Iosefo Masi Jerry Matana Sevuloni Mocenacagi Waisea Nacuqu Joji Nasova Josaia Raisuqe Kaminieli Rasaku Selestino Ravutaumada Filipe Sauturaga Joseva Talacolo Terio Tamani Iowane Teba Jerry Tuwai | 7er-Rugby | Männerturnier |

## Teilnehmer nach Sportarten

### Judo
| Athleten        | Wettbewerb         | 1. Runde | 1. Runde | 2. Runde      | 2. Runde      | Achtelfinale  | Achtelfinale  | Viertelfinale | Viertelfinale | Halbfinale / Trostrunde | Halbfinale / Trostrunde | Finale / Platz 3 | Finale / Platz 3 | Rang |
| Athleten        | Wettbewerb         | Gegner   | Ergebnis | Gegner        | Ergebnis      | Gegner        | Ergebnis      | Gegner        | Ergebnis      | Gegner                  | Ergebnis                | Gegner           | Ergebnis         | Rang |
| --------------- | ------------------ | -------- | -------- | ------------- | ------------- | ------------- | ------------- | ------------- | ------------- | ----------------------- | ----------------------- | ---------------- | ---------------- | ---- |
| Männer          |                    |          |          |               |               |               |               |               |               |                         |                         |                  |                  |      |
| Gerard Takayawa | Klasse über 100 kg | M. Fízeľ | 0:10     | ausgeschieden | ausgeschieden | ausgeschieden | ausgeschieden | ausgeschieden | ausgeschieden | ausgeschieden           | ausgeschieden           | ausgeschieden    | ausgeschieden    | 17   |

### Leichtathletik
Laufen und Gehen
| Athleten     | Wettbewerb | Vorrunde   | Vorrunde | Vorlauf       | Vorlauf       | Halbfinale    | Halbfinale    | Finale        | Finale        | Rang |
| Athleten     | Wettbewerb | Zeit       | Rang     | Zeit          | Rang          | Zeit          | Rang          | Zeit          | Rang          | Rang |
| ------------ | ---------- | ---------- | -------- | ------------- | ------------- | ------------- | ------------- | ------------- | ------------- | ---- |
| Männer       |            |            |          |               |               |               |               |               |               |      |
| Waisake Tewa | 100 m      | 10,73 s SB | 7        | ausgeschieden | ausgeschieden | ausgeschieden | ausgeschieden | ausgeschieden | ausgeschieden | 78   |

### 7er-Rugby
| Wettbewerb         | Frauen | Männer |
| ------------------ | --- | --- |
| Athleten           | Raijieli Daveua Adi Vani Buleki Ana Maria Naimasi Ilisapeci Delaiwau Laisana Likuceva Maria Rokotuisiga Sesenieli Donu Verenaisi Ditavutu Reapi Ulunisau Kolora Lomani Alowesi Nakoci Talei Wilson Lavena Cavuru | Ponipate Loganimasi Iosefo Masi Jerry Matana Sevuloni Mocenacagi Waisea Nacuqu Joji Nasova Josaia Raisuqe Kaminieli Rasaku Selestino Ravutaumada Filipe Sauturaga Joseva Talacolo Terio Tamani Iowane Teba Jerry Tuwai |
| Trainer            | Saiasi Fuli | Osea Kolinisau |
| Gruppenphase       | Kanada (14:17) China (12:40) Neuseeland (7:38) | Uruguay (40:12) Vereinigte Staaten (38:12) Frankreich (19:12) |
| Viertelfinale      | ausgeschieden | Irland (19:15) |
| Halbfinale         | ausgeschieden | Australien (31:7) |
| Finale             | ausgeschieden | Frankreich (7:28) |
| Platzierungsspiele | Brasilien (22:28) Südafrika (15:21) | – |
| Rang               | 12 | Silber |

### Schwimmen
| Athleten           | Wettbewerb    | Vorlauf | Vorlauf | Halbfinale    | Halbfinale    | Finale        | Finale        | Rang |
| Athleten           | Wettbewerb    | Zeit    | Rang    | Zeit          | Rang          | Zeit          | Rang          | Rang |
| ------------------ | ------------- | ------- | ------- | ------------- | ------------- | ------------- | ------------- | ---- |
| Frauen             |               |         |         |               |               |               |               |      |
| Anahira McCutcheon | 50 m Freistil | 26,88 s | 37      | ausgeschieden | ausgeschieden | ausgeschieden | ausgeschieden | 37   |
| Männer             |               |         |         |               |               |               |               |      |
| David Young        | 50 m Freistil | 22,71 s | 40      | ausgeschieden | ausgeschieden | ausgeschieden | ausgeschieden | 40   |

### Segeln
| Athleten       | Wettbewerb   | Qualifikation | Qualifikation | Medal Race    | Medal Race    | Punkte | Rang |
| Athleten       | Wettbewerb   | Punkte        | Rang          | Punkte        | Rang          | Punkte | Rang |
| -------------- | ------------ | ------------- | ------------- | ------------- | ------------- | ------ | ---- |
| Frauen         |              |               |               |               |               |        |      |
| Sophia Morgan  | Laser Radial | 257           | 37            | ausgeschieden | ausgeschieden | 257    | 37   |
| Männer         |              |               |               |               |               |        |      |
| Viliame Ratulu | Laser        | 283           | 43            | ausgeschieden | ausgeschieden | 283    | 43   |

### Taekwondo
| Athleten               | Wettbewerb        | Achtelfinale | Achtelfinale | Viertelfinale | Viertelfinale | Halbfinale    | Halbfinale    | Hoffnungsrunde | Hoffnungsrunde | Finale / Platz 3 | Finale / Platz 3 | Rang |
| Athleten               | Wettbewerb        | Gegner       | Ergebnis     | Gegner        | Ergebnis      | Gegner        | Ergebnis      | Gegner         | Ergebnis       | Gegner           | Ergebnis         | Rang |
| ---------------------- | ----------------- | ------------ | ------------ | ------------- | ------------- | ------------- | ------------- | -------------- | -------------- | ---------------- | ---------------- | ---- |
| Frauen                 |                   |              |              |               |               |               |               |                |                |                  |                  |      |
| Lolohea Navuga Naitasi | Klasse bis 67 kg  | J. Al-Sadeq  | 0:2          | ausgeschieden | ausgeschieden | ausgeschieden | ausgeschieden | ausgeschieden  | ausgeschieden  | ausgeschieden    | ausgeschieden    | 11   |
| Venice Traill          | Klasse über 67 kg | R. McGowan   | 0:2          | ausgeschieden | ausgeschieden | ausgeschieden | ausgeschieden | ausgeschieden  | ausgeschieden  | ausgeschieden    | ausgeschieden    | 11   |

### Tischtennis
| Athleten | Wettbewerb | 1. Runde | 1. Runde | 2. Runde     | 2. Runde | 3. Runde      | 3. Runde      | Achtelfinale  | Achtelfinale  | Viertelfinale | Viertelfinale | Halbfinale    | Halbfinale    | Finale / Platz 3 | Finale / Platz 3 | Rang |
| Athleten | Wettbewerb | Gegner   | Erg.     | Gegner       | Erg.     | Gegner        | Erg.          | Gegner        | Erg.          | Gegner        | Erg.          | Gegner        | Erg.          | Gegner           | Erg.             | Rang |
| -------- | ---------- | -------- | -------- | ------------ | -------- | ------------- | ------------- | ------------- | ------------- | ------------- | ------------- | ------------- | ------------- | ---------------- | ---------------- | ---- |
| Männer   |            |          |          |              |          |               |               |               |               |               |               |               |               |                  |                  |      |
| Vicky Wu | Einzel     | Freilos  | Freilos  | L. Pitchford | 0:4      | ausgeschieden | ausgeschieden | ausgeschieden | ausgeschieden | ausgeschieden | ausgeschieden | ausgeschieden | ausgeschieden | ausgeschieden    | ausgeschieden    | 33   |